# Piliny
Piliny is een plaats (község) en gemeente in het Hongaarse comitaat Nógrád. Piliny telt 634 inwoners (2001).